# Kollam (district)
Kollam is een district van de Indiase staat Kerala. Het district telt 2.584.118 inwoners (2001) en heeft een oppervlakte van 2498 km². Het ligt rond de havenstad Kollam.

## Geschiedenis en toerisme
Het gebied rond Kollam heeft een lange geschiedenis van handel en diplomatieke relaties met het Midden-Oosten en China. Het was onderdeel van het koninkrijk van Travancore, samen met het huidige district Pathanamthitta en delen van het huidige Alappuzha. Het is een district aan de rand van de Backwaters van Kerala, met een 8-uur durende boottocht naar Alappuzha. Thangassery is een oude haven en onderdeel van de stad Kollam met strand en vissershaven. De oude Tangasseri Infant Jesus Church, gebouwd door Portugezen in 1614, is helaas in 2006 gesloopt om vervangen te worden door een nieuwere. Het Shendurney Wildlife Sanctuary is een natuurgebied van 172 km² met vochtig tropisch bos. Het ligt in de West-Ghats rond het stuwmeer van Parappar.

## Economie

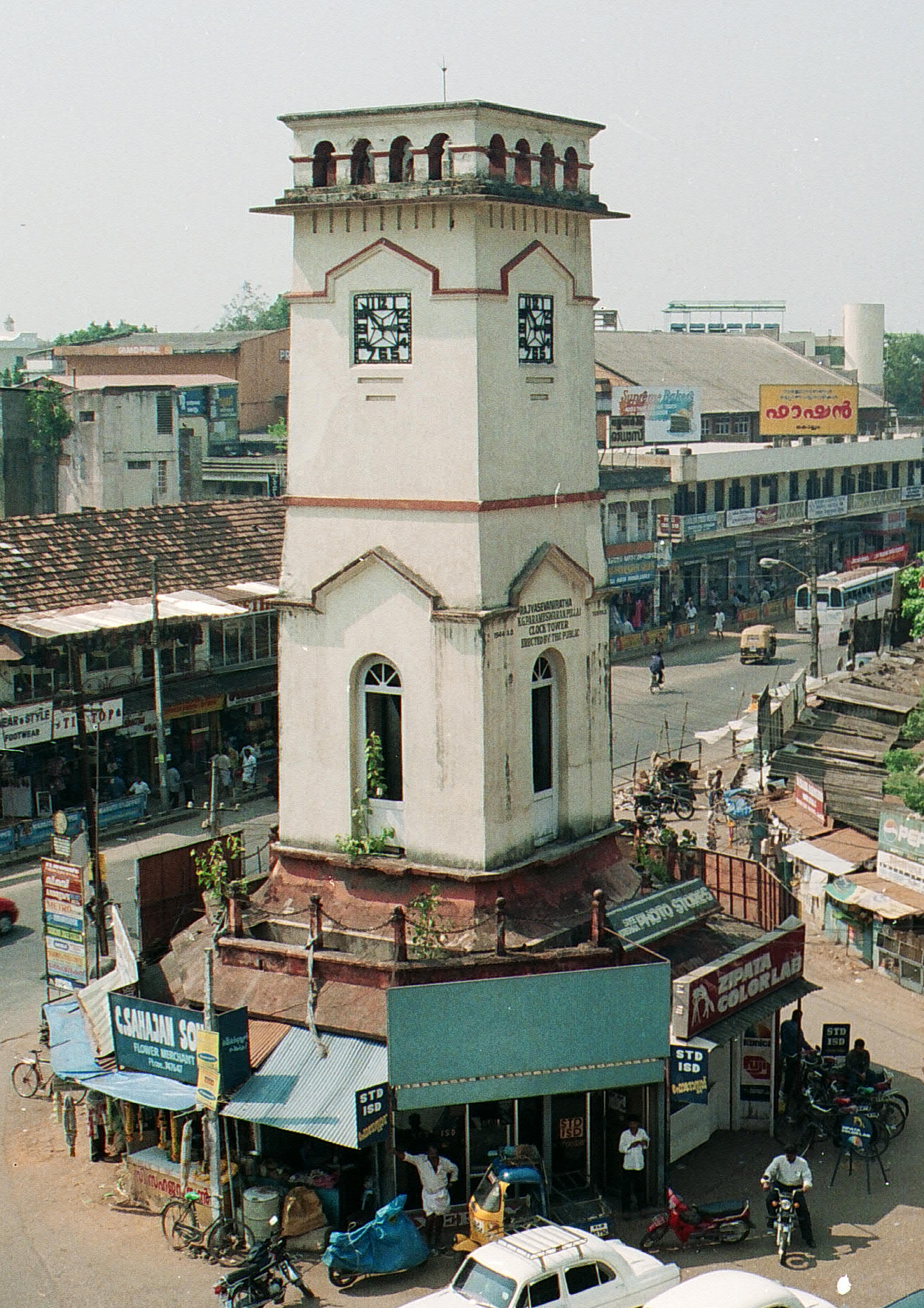
De klokkentoren (1944) op het Chinnakkada plein in Kollam

De economie van het district Kollam is divers. Het is van oorsprong sterk gericht op de aanwezige grondstoffen. De kenniseconomie wordt er ook ontwikkeld. Belangrijk in de economie zijn nog de aanwezige grondstoffen van cashewnoten, kokosvezel, klei en hout. De Kerala State Cashew Development Corporation verwerkt met een dertigtal fabrieken de oogst van cashewnoten. Kollam is een centrum van melkveehouderij, met 65 co-operaties. Neendakara en Tangasseri zijn de grotere vissershavens van Kollam, naast de vissersdorpen aan de kust en in het binnenland. Van 1953 tot 1961 was Neendakara de vestigingsplaats van het Indo-Norwegian Fisheries Community project, totdat dit naar Kochi verhuisde. Nu is op deze plaats in Neendakara het Kerala Maritime Institute gevestigd, met onder andere een scheepswerf en een zeevaartschool.

## Industrie
Bij Chavara aan de kust is in 1908 een afzetting van zand met zware mineralen ontdekt met onder andere titanium oxide als bruikbaar deel. Het zand is de verweerde versie van een erts in de West-Ghats. Als zand is het eenvoudiger te gebruiken dan het erts zelf. De Kerala Mineral and Metal fabriek wint de titanium oxide uit het zand. Dit oxide zelf wordt gebruikt als een bekend wit pigment in bijvoorbeeld verf. Het wordt ook omgezet in het metaal titanium voor de luchtvaartindustrie. De Kerala Ceramics fabriek in Kundara wint kaolien, een grondstof voor bijvoorbeeld porselein. De Kerala Premo Pipe fabriek maakte van 1961 tot 1993 rioolpijpen. Een herstart voor de fabricage van pvc-pijpen is overwogen.